# Hitzhof
Hitzhof ist ein aus einem Einzelhof bestehender Wohnplatz, der zur Stadt Lohmar im Rhein-Sieg-Kreis in Nordrhein-Westfalen gehört.

## Geographie
Hitzhof liegt mittig im nördlichen Lohmar. Umliegende Ortschaften und Weiler sind Brückerhof im Norden, Wahlscheid im Nordosten und Osten, Kirchbach im Osten, Mackenbach, Stolzenbach und Höngesberg im Südosten, Hammerschbüchel im Süden, Scheiderhöhe und Schöpcherhof im Südwesten, Hagerhof im Westen sowie Muchensiefen und Oberscheid im Nordwesten.
Nordwestlich und südwestlich von Hitzhof entspringen zwei namenlose Bäche, die in Hitzhof zusammenfließen und als orographisch rechter Nebenfluss in die Agger münden.

## Geschichte
1885 hatte der Hitzhof ein Wohnhaus mit neun Bewohnern.
Bis 1969 gehörte der Hitzhof zu der bis dahin eigenständigen Gemeinde Scheiderhöhe.

## Sehenswürdigkeiten
- Die nordöstlich von Hitzhof gelegene kleine Holzbrücke über die Agger bei Schiffarth

## Verkehr
Hitzhof liegt westlich zur Bundesstraße 484.

## Naturschutz
Südlich des Hitzhofes erstreckt sich ein Sumpfgebiet, das unter Naturschutz steht.